# Abdij van Maagdendale
De Abdij van Maagdendale (lat.: Abbatia Vallis Virginum, Vulgo Maegden-daele) is een cisterciënzerinnenadbij gesitueerd op de Ham in de stad Oudenaarde.

## Geschiedenis
De nonnen van Maagdendale hadden in de 12e eeuw een klooster gesticht in Vloesberg. De onveilige situatie zorgde ervoor dat de abdis aan Arnulf IV, baron van Pamele, vroeg het klooster naar Oudenaarde te mogen overbrengen. In 1233 verkreeg de kloostergemeenschap de gronden op de oostelijke oever van de Schelde op de Ham om er een nieuwe abdij te bouwen.
In 1408 werd de abdij door overstromingen geteisterd. Tijdens de eerste jaren van de Nederlandse Opstand werd de abdij overvallen. De geuzen stalen al het goud- en zilverwerk en brachten veel vernielingen aan binnenin de kerk.
In 1684 waren er belangrijke vernielingen door brand ten gevolge van de beschietingen door de Fransen. De wederopbouw duurde tot midden 18e eeuw.
Het klooster van Maagdendale werd ontbonden door de wet van 15 Fructidor, jaar IV der Franse Republiek (september 1796) om vervolgens als nationaal goed verkocht te worden.
Vanaf 1826 kwam het klooster in de handen van de Belgische Staat en werd het van 1830 tot 1966 gebruikt als militaire kazerne. De aanwezigheid van deze kazerne zorgde voor handelsactiviteiten en een bloeiend uitgaansleven met talrijke cafés in de wijk van de Baarstraat.
In de loop van de 19e eeuw werden diverse dienstgebouwen, onder meer woningen van één bouwlaag aan het poortgebouw (jaren 1830), opgetrokken evenals een (ondertussen al afgebroken) manege op de plaats van het huidige Administratief Centrum (1841).

## Tegenwoordige staat
Vanaf 1966 werd het complex ontruimd. De stad Oudenaarde verwierf het monument in ruil voor het onteigende kasteel van Bourgondië. Nu doet het gerestaureerde abdissenhuis dienst als onderkomen voor de Koninklijke Academie voor Beeldende Kunsten en voor het Stadsarchief.
In 2022 raakte bekend dat de opvolger van het Centrum Ronde van Vlaanderen (Cycling in Flanders wielerhub) verhuist naar de Abdij van Maagdendale.
De abdijkerk die zich nog steeds op de site bevindt, stamt uit de 13e eeuw.

## Galerij

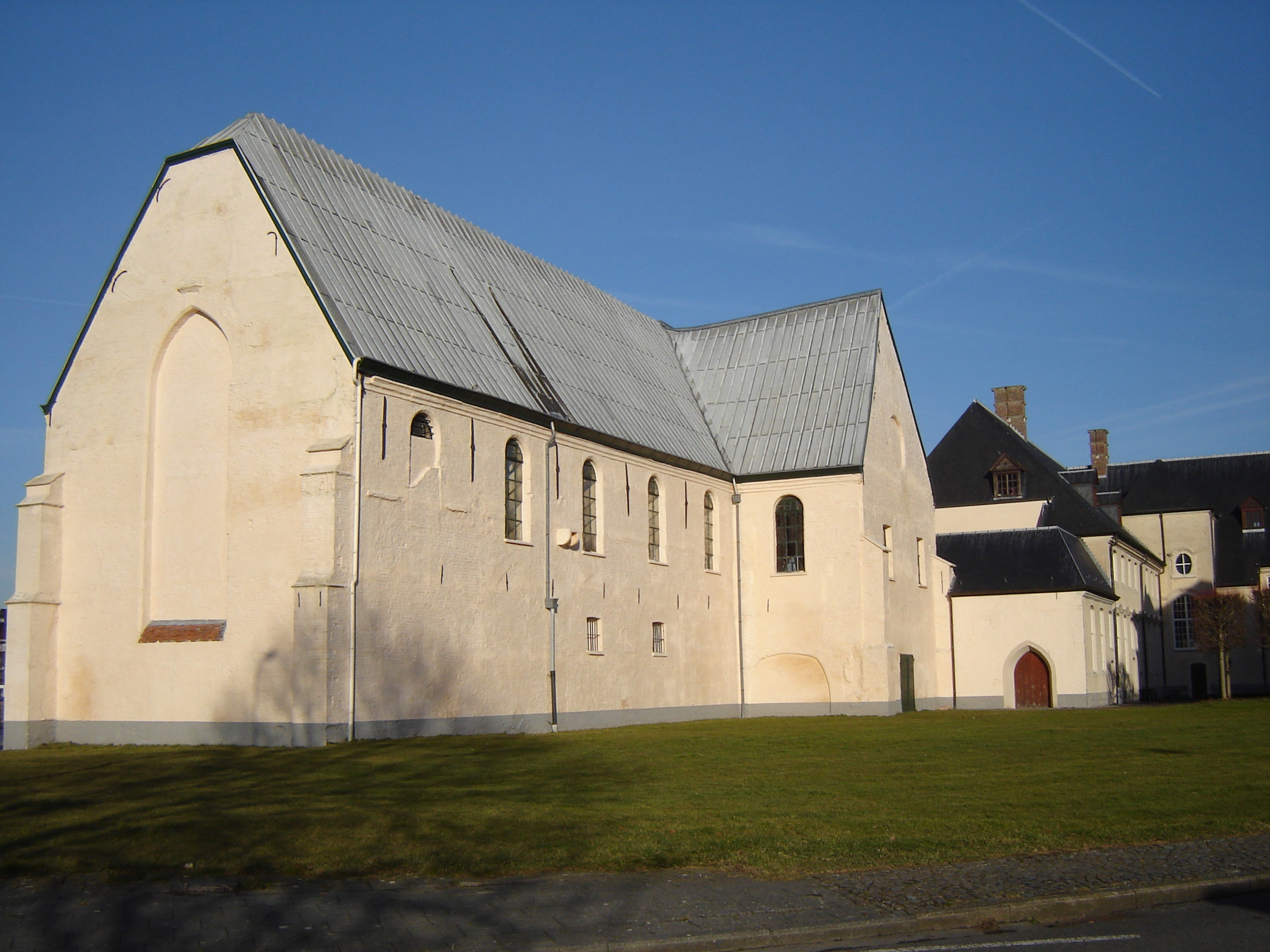
13e-eeuwse abdijkerk
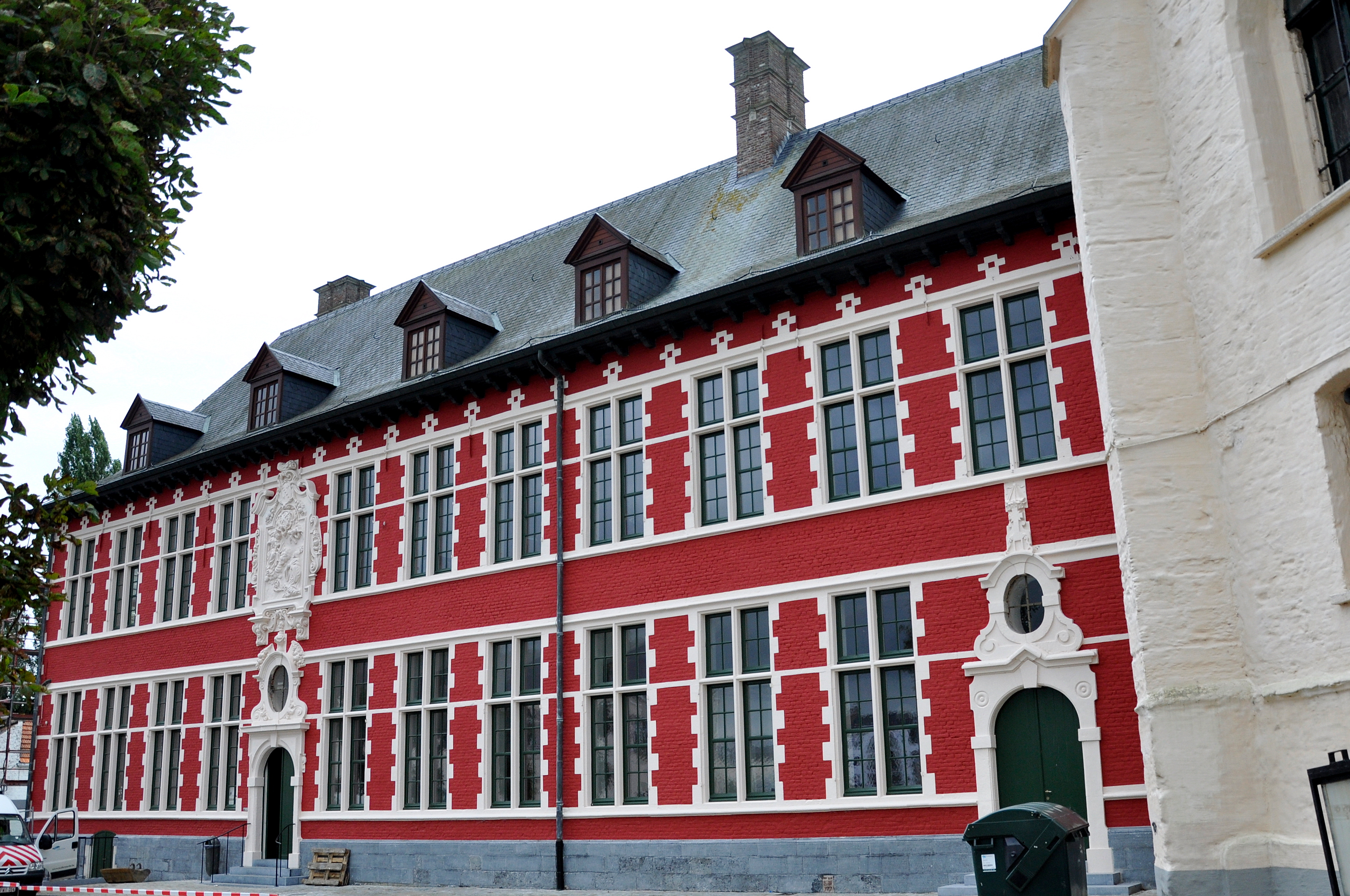
Het abdissenhuis uit 1663-1664
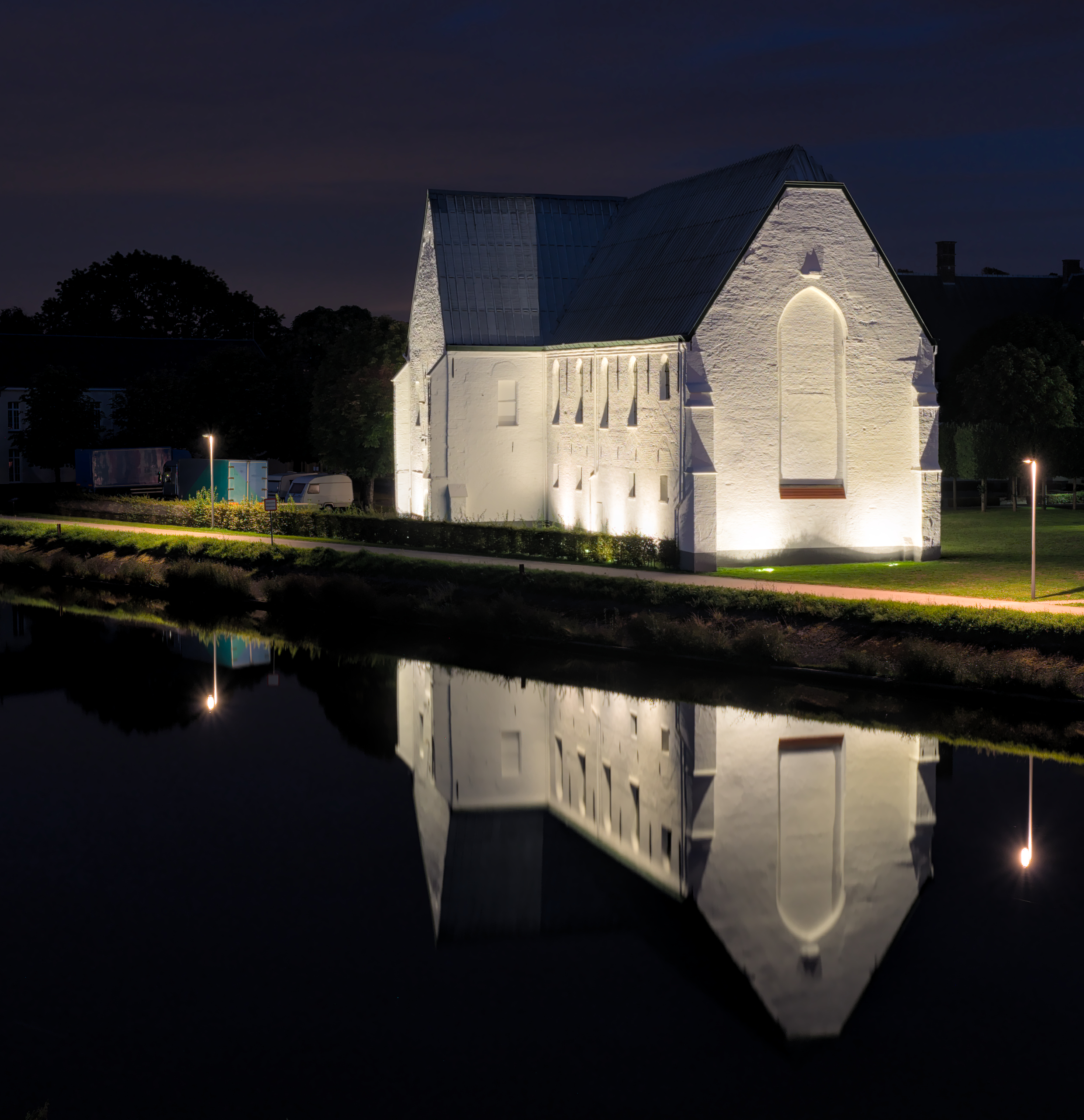
Tijdens nautische schemering